# Honda CB 350 F
La Honda CB 350 F est un modèle de moto à quatre cylindres en ligne produit par le groupe japonais Honda de 1972 à 1974. C'est le plus petit modèle de la gamme des quatre cylindres Honda des années 1970, inaugurée par le lancement en 1968 de la CB 750 Four.

## Contexte historique
Honda lance son premier modèle à quatre cylindres, la CB 750 Four, en 1968. Le succès de la "Four" incite la marque à créer une gamme de machines reprenant les caractéristiques générales de cette motorisation à quatre cylindres en ligne face à la route déclinée en plusieurs cylindrées inférieures. Sont ainsi successivement lancées les CB 500 F (1971), CB 350 F (1972), CB 550 F puis CB 400 F (1974), et CB 650 F (1979).

## La CB 350 F
Lancée en juin 1972, la 350 à quatre cylindres est dénommée CB 350 F pour la distinguer du bicylindre Honda CB 350 déjà commercialisé depuis 1968.
Son architecture est très semblable à celle de la CB 500 lancée un an plus tôt, avec un moteur à quatre cylindres verticaux de 347 cm3 délivrant 32 ch et une boîte à cinq rapports.
Honda espère que ce modèle lui permettra de faire croître sa part de marché aux Etats-Unis, où ce type de cylindrée rencontre un grand succès, et de rivaliser avec les modèles concurrents à trois cylindres, tels que la Kawasaki 350 S2 et la Suzuki GT 380. 
Mais la CB 350 F, présentée par la marque comme sportive, reçoit un accueil très mitigé : elle est critiquée notamment pour son manque de puissance à bas et moyen régimes, et pour ses vibrations à haut régime. Elle souffre aussi de la comparaison avec la CB 350 T bicylindre, plus puissante, moins lourde et moins chère.
Elle est remplacée à partir de fin 1974 par la CB 400 F qui, elle, rencontrera un réel succès commercial.